# Akari
Акари (яп. あかり акари, «свет», до запуска — Astro-F) — японский научный спутник для исследования космического пространства в инфракрасном диапазоне. Спутник запущен 22 февраля в 06:28 (21 февраля в 21:28 UTC) 2006 года с космодрома Утиноура с помощью ракеты-носителя «Мю-5». После запуска спутник получил название «Akari», что переводится как «Свет». Вместе с обсерваторией на орбиту попутно также были выведены ещё две полезные нагрузки — радиолюбительский наноспутник CUTE-1.7 и экспериментальный солнечный парус Solar Sail.
«Акари» является продолжением миссии спутника IRAS, запущенного в 1983 году. Кроме Японии, в разработке и изготовлении «Акари» приняли участие несколько британских и голландских организаций и учреждений. Кроме того, Европейское космическое агентство предоставило свои станции и центры для связи со спутником, обеспечения полёта и восстановления текущей ориентации обсерватории.

## Исследования
Основная задача спутника состояла в создании инфракрасной карты небесной сферы в диапазоне от 50 до 180 мкм с бо́льшей разрешающей способностью и с бо́льшей чувствительностью, чем у спутника IRAS. Кроме этого, в число исследований были включены:
- поиск и изучение протогалактик;
- изучение процесса образования и эволюции звёзд и планетных систем;
- поиск коричневых карликов;
- поиск экзопланет и планетных систем;
- поиск комет.

AKARI провёл спектроскопические исследования 66 астероидов и подтвердил, что 17 астероидов класса С (углистые хондриты с альбедо около 5 %) действительно содержат следы воды в разных пропорциях в виде гидратированных минералов, а на некоторых находятся водяной лед и аммиак. Следы воды нашли и на единичных силикатных астероидах класса S, которые считались полностью безводными. Вода на астероидах класса S, скорее всего, имеет экзогенное происхождение. Вероятно, она была получена ими при столкновениях с гидратированными астероидами. Также выяснилось, что под воздействием солнечного ветра, столкновений с другими небесными телами или остаточного выделения тепла астероиды постепенно теряют воду.
Вода на астероидах класса S, скорее всего, имеет экзогенное происхождение. Вероятно, она была получена ими при столкновениях с гидратированными астероидами.

## Инструменты
FIS (Far-Infrared Surveyor)
Обзорная камера дальнего инфракрасного диапазона, предназначена для наблюдения в диапазоне от 50 до 180 мкм.
IRC (Infrared Camera)
Фотометрическая инфракрасная камера для работы в ближнем и среднем диапазоне, состоит из трёх частей — NIR, MIR-S, MIR-L, — которые предназначены для наблюдения в диапазонах 1,7—5,5 мкм; 5,8—14,1 мкм и 12,4—26,5 мкм, соответственно.

## Завершение миссии
26 августа 2007 года в системе охлаждения «Акари» закончился жидкий гелий; с этого момента наблюдения в дальнем и среднем инфракрасном диапазоне стали невозможны. К этому моменту было просканировано 94 % неба, а также проведено более 5000 точечных наблюдений.
24 мая 2011 года на борту «Акари» произошёл отказ оборудования электропитания, в результате которого происходило обесточивание научных инструментов спутника при его нахождении в тени Земли. Дальнейшее расследование, проведенное инженерами JAXA, показало, что солнечные батареи спутника работают нормально, но при этом не происходит зарядка аккумуляторных батарей, установленных на спутнике.
24 ноября 2011 года JAXA объявило о окончании миссии «Акари» и отключении служебных систем спутника в 8:23 UTC. 11 апреля 2023 года в 04:44 UTC спутник неконтролируемо сошёл с орбиты над Атлантическим океаном.